# Ущерб (деревня)
Ущерб — деревня в Томском районе Томской области России.
Входит в состав Октябрьского сельского поселения. Население 35 чел. (2021) .

## География
Находится на юго-востоке региона, в лесной местности.

## История
В соответствии с Законом Томской области от 12 ноября 2004 года № 241-ОЗ деревня вошла в состав образованного Октябрьского сельского поселения.

## Население
| 2002 | 2008 | 2009 | 2010 | 2011 | 2012 | 2013 | 2014 | 2015 |
| ---- | ---- | ---- | ---- | ---- | ---- | ---- | ---- | ---- |
| 23   | ↘19  | ↗21  | ↗25  | →25  | ↗32  | ↘27  | ↘25  | →25  |
| 2021 |      |      |      |      |      |      |      |      |
| ↗35  |      |      |      |      |      |      |      |      |

## Известные уроженцы, жители
Мария Александровна Макиенко (1918—1979) — доктор медицинских наук, профессор.

## Инфраструктура
Личное подсобное хозяйство. Водозабор — из колодца.
Ближайшие социальные объекты находятся в селе Октябрьское, административном центре поселения.

## Транспорт
Грунтовые дороги.
К северо-западу, примерно в 600 метрах по прямой от окраины деревни, находится станция Ольговка.